# Lijst van administratieve eenheden in Lai Châu
Deze lijst bevat een overzicht van administratieve eenheden in Lai Châu (Vietnam).
De provincie Lai Châu ligt in het noordwesten van Vietnam, aan de grens met de Volksrepubliek China. De oppervlakte van de provincie bedraagt 9112,3 km² en Lai Châu telt ruim 330.500 inwoners. Lai Châu is onderverdeeld in één thị xã en zes huyện.

## Thị xã

### Lai Châu
- Phường Đoàn Kết
- Phường Quyết Thắng
- Phường Tân Phong
- Xã Nậm Loỏng
- Xã San Thàng

## Huyện

### HuyệnMường Tè
- Thị trấn Mường Tè
- Xã Bum Nưa
- Xã Bum Tở
- Xã Hua Bum
- Xã Ka Lăng
- Xã Kan Hồ
- Xã Mù Cả
- Xã Mường Mô
- Xã Mường Tè
- Xã Mường Toong
- Xã Nậm Hàng
- Xã Nậm Khao
- Xã Nậm Manh
- Xã Pa Vệ Sử
- Xã Pa Ủ
- Xã Tà Tổng
- Xã Thu Lũm

### HuyệnPhong Thổ
De oppervlakte van het district bedraagt 1028,76 km². Phong Thổ heeft ruim 56.500 inwoners. Phong Thổ bestaat uit een thị trấn en zeventien xã's.
- Thị trấn Phong Thổ
- Xã Bản Lang
- Xã Dào San
- Xã Hoang Thèn
- Xã Huổi Luông
- Xã Khổng Lào
- Xã Lản Nhì Thàng
- Xã Ma Li Chải
- Xã Ma Ly Pho
- Xã Mồ Sì San
- Xã Mù Sang
- Xã Mường So
- Xã Nậm Xe
- Xã Pa Vây Sử
- Xã Sì Lờ Lầu
- Xã Sin Súi Hồ
- Xã Tông Qua Lìn
- Xã Vàng Ma Chải

### Huyện Sìn Hồ
- Thị trấn Sìn Hồ
- Xã Căn Co
- Xã Chăn Nưa
- Xã Hồng Thu
- Xã Làng Mô
- Xã Lê Lợi
- Xã Ma Quai
- Xã Nậm Ban
- Xã Nậm Cha
- Xã Nậm Cuổi
- Xã Nậm Hăn
- Xã Nậm Mạ
- Xã Nậm Tăm
- Xã Noong Hẻo
- Xã Pa Tần
- Xã Phăng Sô Lin
- Xã Phìn Hồ
- Xã Pú Đao
- Xã Pu Sam Cáp
- Xã Sà Dề Phìn
- Xã Tả Ngảo
- Xã Tả Phìn
- Xã Tủa Sín Chải

### Huyện Tam Đường
- Thị trấn Tam Đường
- Xã Bản Bo
- Xã Bản Giang
- Xã Bản Hon
- Xã Bình Lư
- Xã Giang Ma
- Xã Hồ Thầu
- Xã Khun Há
- Xã Nà Tăm
- Xã Nùng Nàng
- Xã Sơn Bình
- Xã Sùng Phài
- Xã Tả Lèng
- Xã Thèn Sin

### Huyện Tân Uyên
- Thị trấn Tân Uyên
- Xã Hố Mít
- Xã Mường Khoa
- Xã Nậm Cần
- Xã Nậm Sỏ
- Xã Pắc Ta
- Xã Phúc Khoa
- Xã Tà Mít
- Xã Thân Thuộc
- Xã Trung Đồng

### Huyện Than Uyên
- Thị trấn Than Uyên
- Xã Hua Nà
- Xã Khoen On
- Xã Mường Cang
- Xã Mường Kim
- Xã Mường Mít
- Xã Mường Than
- Xã Pha Mu
- Xã Phúc Than
- Xã Ta Gia
- Xã Tà Hừa
- Xã Tà Mung